# دونكان كامبل روس
دونكان كامبل روس هو محامي وسياسي كندي، ولد في 16 ديسمبر 1871، وتوفي في 10 يناير 1961. حزبياً، نشط في الحزب الليبرالي الكندي. وقد انتخب عضو برلمان مقاطعة أونتاريو وانتخب عضو مجلس العموم الكندي.